# Mývatn
Mývatn (38 km².) Myggesøen er del af kommunen Skútustaðahreppur og et naturreservat i det nordøstlige Island ca. 50 km syd for Húsavík. Søen har mange bugter og ca. 40 øer og ligger 278 m over havet i et vulkansk aktivt område med specielle lavaformationer i nærheden af Krafla-vulkansystemet og har flere vulkankratere i og ved søen. Selvom Mývatn befinder sig i højlandet, har egnen omkring Mývatn altid haft relativt mange indbyggere, som formodentlig skyldes søens rige dyreliv. Ved den nordlige del af Mývatn ved bygden Reykjahlíð har man fra 1960 til 1990 af molerslam udvundet moler. Af miljømæssige årsager blev værket med 100 arbejdspladser lukket. Ved Krafla ligger det geotermiske kraftværk, Kröflustöð, og vulkankrateret Viti (helvede!) med en kratersø nede i bunden. Seneste udbrud i Krafla var i 1984.
Søen har sit navn fra de om sommeren store myggesværme af overvejende harmløse dansemyg, der er grundlaget for søens mange fisk og fugle. Om sommeren kan man i to perioder á 14 dage observere store, søjleagtige, sorte sværme af dansemyg over søen. De underjordiske, varme kilder og den lave dybde på 2-5 meter giver en rig produktion af plankton, der giver gode livsbetingelser for insektlarver, fisk og fugle og i øvrigt er et af verdens bedste yngleområder for ænder som f.eks strømand, islandsk hvinand og islom. Den 15 cm i diameter store kugleformede, grønne moskuglealge Kúluskítur, Aegagropila linnaei, findes kun i Mývatn og i den japanske sø Akan, men vokser også andre steder i en mindre størrelse.

## Historie
Før i tiden har indbyggerne omkring Mývatn hovedsagelig været beskæftiget med landbrug og fiskeri.
Langhuset skáli på Hofstaðir ved Mývatn blev udgravet af Daniel Bruun i 1908 og igen af Olaf Olsen i 1965. Formålet med disse udgravninger var at undersøge det fra vikingetiden hedenske tempel Hof, som stednavnet og historiske beretninger indikerede lå på stedet. Siden 1991 har det islandske arkæologiske institut (FSI) foretaget undersøgelser på stedet, hvor man har koncentreret indsatsen omkring langhuset og de tilstødende områder. Udgravningerne afdækkede nedsænkede bygninger, forskellige tilhørende bygninger samt de dertil relaterede aflejringer. Udgravninger blev også foretaget ved den middelalderlige kirke og kirkegård. 
I tiden under Christian 4. 1578 – 1648 udvandt den danske flåde ved Námaskard svovl til fremstilling af krudt.

## Turisme
Søen Mývatn er af Europas mest fuglerige søer med mange eksotiske andearter som f.eks strømand, islandsk hvinand og islom. Fra fjeldet Vindbergjarfjall er der en enestående udsigt ud over søen.
Naturreservatet Mývatn regnes på verdensplan blandt naturens virkelige vidundere. Besøg bl.a. pseudokraterne ved Skútustadir, de 2000 år gamle lavaformationer i Dimmuborgir, de svovlstinkende mudderpøle ved Námaskard, hvor man på nært hold oplever den termiske aktivitet. Jordoverfladen ved Námaskard består af en porøs bjergart, hvor overfladevand kan trænge ned i sprækker og kløfter. Her bliver det opvarmet og stiger igen op til overfladen i form af dampende vand indeholdende molerslam og svovl. I nærheden af Námaskard er der et geotermisk anlæg.
- Gedebolle kúluskítur aegagropila linnaei, moskugle
- Landskab ved Námaskard
- Vinter ved Mývatn
- Krater i søen Mývatn

65°36′N 17°00′V / 65.6°N 17°V